# Давид, Дамиано
Дамиа́но Да́вид (итал. Damiano David; 8 января 1999, Рим, Италия) — главный вокалист, фронтмен итальянской рок-группы Måneskin, победившей на Евровидении-2021 с песней «Zitti e buoni».
В 2017 году группа с Дамиано заняла второе место в одиннадцатом сезоне итальянской версии шоу талантов The X Factor, а в 2021 году победила на 71-м Фестивале в Сан-Ремо — итальянском национальном отборе на Евровидение-2021.
Творческому стилю Дамиано присущи харизматичность, эпатажность, бунтарство, экстравагантность; на теле имеется множество татуировок.
Считается одним из самых высокооплачиваемых рок-музыкантов в Италии.

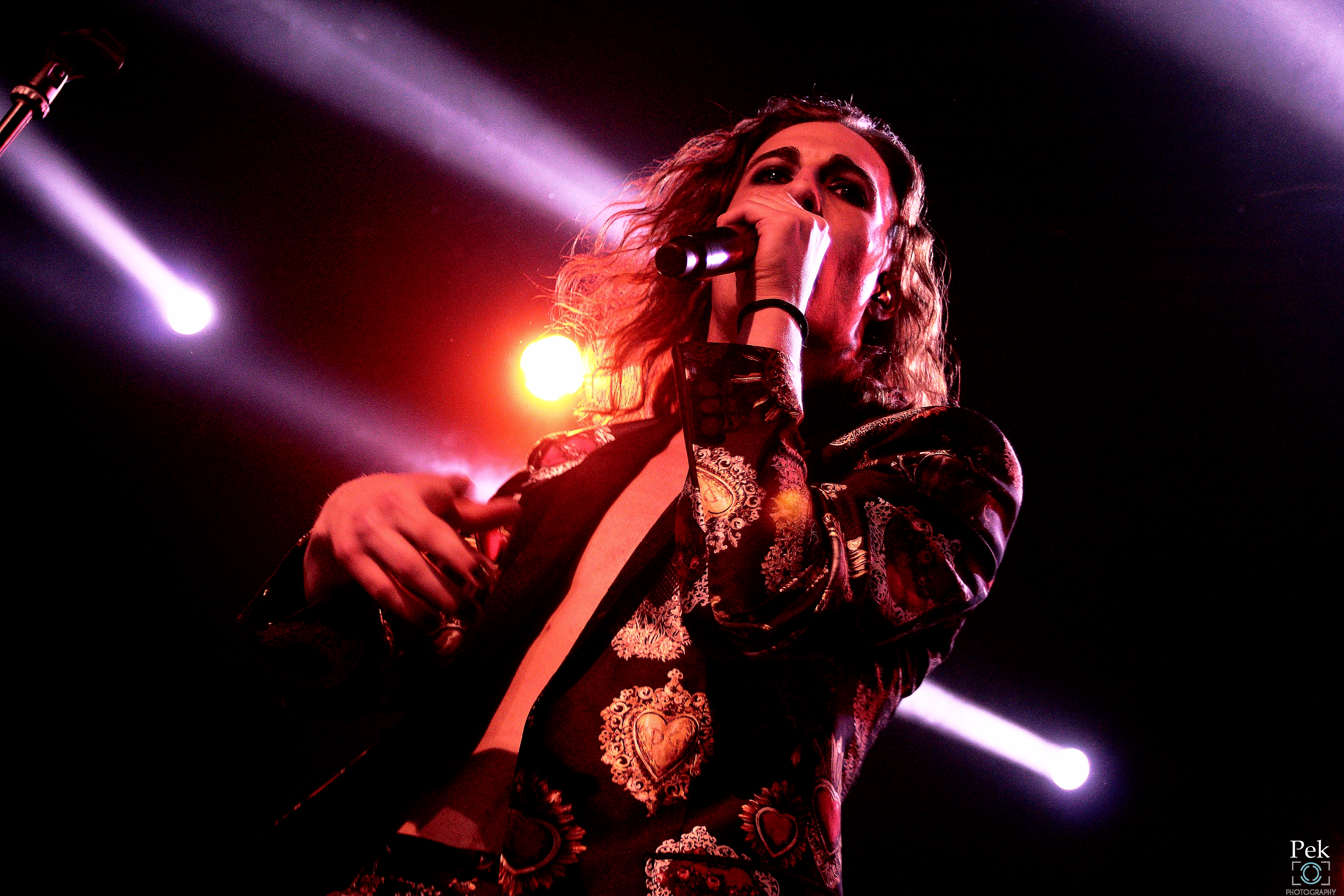
Дамиано на концерте Måneskin 8 апреля 2018 года

## Биография
В юношестве занимался баскетболом в римском баскетбольном клубе.
В возрасте 16 лет бросил учёбу в лингвистической средней школе Эудженио Монтале в Риме для того, чтобы заниматься только музыкой в составе группы Måneskin вместе с басисткой Викторией Де Анджелис, гитаристом Томасом Раджи и барабанщиком Итаном Торкио.
По словам Виктории Де Анджелис, первоначально Дамиано не прижился в группе, поскольку группа хотела исполнять метал, а Дамиано — поп-музыку. Но потом Дамиано снова вернулся в группу после того, как Виктория совместно с Томасом Раджи перепробовали на роль вокалиста множество кандидатур, из которых никто не подошёл по разным причинам, а Дамиано написал Виктории, что теперь он будет другим, и его снова включили в группу. Позднее они по объявлению в Facebook нашли барабанщика Итана Торкио.
Свои первые шаги группа начинала в качестве уличных музыкантов, играя на римской улице Виа дель Корсо, зарабатывая деньги на выпуск первого сингла.
В 2024 году стал первым мужчиной-амбассадором бренда Diesel в мире. К концу 2024 года будет представлена дебютная капсульная коллекция Давида.
В сентябре 2024 года группа Måneskin объявила о приостановке деятельности, а вскоре Дамиано представил первые два сингла и видеоклипы на них из своего предстоящего сольного альбома.
16 мая 2025 года был выпущен дебютный альбом «Funny little Fears».

## Личная жизнь
На фоне многочисленных слухов относительно личной жизни Дамиано в 2021 году он рассказал об отношениях с фотомоделью Джорджией Сольери, но 8 июня 2023 года сам вокалист объявил об окончании их отношений.
С осени 2023 года начал встречаться с американской актрисой и певицей Дав Кэмерон.
Болеет за футбольный клуб «Рома».

## Татуировки
На теле Дамиано имеется множество татуировок, наиболее заметные из которых — нагрудная надпись-ожерелье «IL BALLO DELLA VITA» (с итал. — «Танец жизни»), посвящённая дебютному альбому группы Il ballo della vita, и расположенная в центре груди татуировка обвивающего яблоко Змея-искусителя с направленной вверх, в сторону нагрудной надписи, головой с высунутым раздвоенным языком.
После участия в шоу X Factor Дамиано сделал на правом бедре татуировку с изображением, схожим с образом Иисуса Христа в терновом венце (в композиции присутствуют руки, держащие Святейшее Сердце с распятием, со сложенными характерно для изображений Христа пальцами правой руки), оказавшимся похожим на самого Дамиано, что привело к скандалу, обвинениям Дамиано в богохульстве, и его объяснениям в том, что изображение «не направлено на оскорбление или неуважение к кому-либо».

## Инциденты
На пресс-конференции по итогам победы группы Måneskin на «Евровидении-2021» журналист задал Дамиано вопрос, не употреблял ли он кокаин в прямом эфире, сидя в помещении «Евровидения», поскольку в запись программы попал эпизод с наклонившимся над столом Дамиано, на что обратили внимание пользователи соцсетей. Дамиано заверил, что не употребляет наркотики и готов пройти тестирование.
23 мая 2021 года организаторы «Евровидения» разместили на официальном сайте конкурса заявление:
Мы осведомлены о слухах вокруг видеоклипа с участием итальянских победителей конкурса «Евровидение», снятого вчера вечером в Зелёной комнате. Группа решительно опровергла обвинения в употреблении наркотиков, а указанный певец пройдёт добровольный тест на наркотики по прибытии домой. Они просили об этом вчера вечером, но ЕВС не смог немедленно это организовать. Группа, их руководство и глава делегации сообщили нам, что в Зелёной комнате не было наркотиков, и объяснили, что у их стола был разбит стакан и его очищал певец. ЕВС может подтвердить, что разбитое стекло было найдено после проверки на месте. Мы всё ещё внимательно изучаем отснятый материал и со временем обновим дополнительную информацию.
На следующий день ЕВС сделал ещё одно заявление о проведении организацией «тщательной проверки фактов, включая проверку всех имеющихся видеоматериалов» и добровольном прохождении 24 мая Дамиано теста на наркотики, «давшего отрицательный результат», а также о том, что «никакого употребления наркотиков в Зелёной комнате не было» и ЕВС «считает этот вопрос закрытым».

## Дискография

### Студийные альбомы
- 2025 — Funny Little Fears[англ.]

### Синглы
- 2024 — «Silverlines»
- 2024 — «Born with a Broken Heart»
- 2025 — «Next Summer»